# GES (obwód wołogodzki)
GES (ros. ГЭС) – wieś w Rosji, w rejonie wołogodzkim obwodu wołogodzkiego. W 2010 r. liczyła 7 mieszkańców.